# Thomas de Marle
Pour les articles homonymes, voir Marle (homonymie) et Thomas de Coucy.
Thomas de Marle, dit Thomas Feriæ, de la Fère (né vers 1073 et mort en 1130), fils d'Enguerrand de Boves et d'Ade (Adèle) de Marle et Coucy, est sire de Coucy, seigneur de La Fère et de Marle qui lui venaient de son grand-père maternel, Létard (ou Létaud) de Marle (ou de Roucy), frère puîné du comte Ebles Ier de Roucy.
Il participe avec son père Enguerrand Ier de Coucy à la Première croisade, participe à plusieurs batailles, et s'y couvre de gloire. Il lutte ensuite pour le pouvoir et le contrôle de la commune d'Amiens, où il commet désordres et cruautés.  Le roi Louis VI le Gros finit par ordonner son exécution et il meurt au siège de Coucy.

## Famille
Avant de partir en croisade, Thomas épouse en premières noces avec Ide de Hainaut († 1101), fille de Baudouin II de Hainaut et d'Ide de Louvain, et veuve de Guy de Chièvres. Il a avec Ide de Hainaut deux filles :
- Ide ou Bazilie qui épouse :
  - en premières noces, Alard, seigneur de Chimay dont nait :
    - Gille,
    - Hadevide qui épouse Canon, seigneur de Villers et Ham,

  - puis en secondes noces, Bernard d'Orbais, dont nait :
    - Enguerrand.
- Béatrice, mariée à Erard III, seigneur de Breteuil-en-Beauvaisis dont nait :
  - Valéran, seigneur de Breteuil,
  - Érard ou Évrard, comte de Squillace, dans le royaume de Sicile,
  - Hugues de Breteuil.

Vers 1102, il épouse en secondes noces une fille de Roger, seigneur de Montaigu, et d'Ermengarde. Ce mariage est annulé en 1104 pour cause de consanguinité.
En troisièmes noces, il épouse en 1104 Mélisende de Crécy († 1114), fille de Guy († 1147), seigneur de Crécy, avec laquelle il a :
- Mélisende de Crécy (ou de Coucy?) (° v. 1107 - † ?) qui épouse :
  - Adelelme, fils d'Adam, châtelain d'Amiens,
  - Hugues IV, sire de Gournay, seigneur de la Ferté, Beaussault et Gaillefontaine,
- Enguerrand II de Coucy (° v. 1110 - † 1147/1149),
- Robert de Boves (° ? - † 1191), sire de Boves et comte d'Amiens. Il épousa Béatrix de Saint-Pol, fille de Hugues II comte de Saint-Pol. La suite des sires de Boves est donnée à l'article Boves.

## Biographie
Thomas de Marle est seigneur de Coucy, Boves, Marle, La Fère, Crépy et Vervins. Comme la paternité de son père est douteuse, ce dernier déteste son fils Thomas et aurait voulu le déshériter. Sa mère Ade de Marle, connue aussi sous le nom d'Ade (Adèle) de Roucy, est répudiée par son mari pour adultère.

### La Croisade
Parti en avril 1096 avec son père pour la Première croisade, Thomas s'y couvre de gloire et participe à plusieurs batailles :
- le siège de Nicée en juin 1097 ;
- la Bataille de Dorylée en juillet 1097 ;
- la Bataille d'Al-Bara en décembre 1097 ;
- le Siège d'Antioche en juin 1098 ;
- en juillet 1099, le Siège de Jérusalem : il est l'un des premiers croisés à entrer dans la Ville sainte.

### La lutte entre le père et le fils
Rentré au pays, certainement frustré et déçu du peu de profit d'une si longue expédition en Terre sainte, Thomas de Marle, installé dans la forteresse de Montaigu, se met à ravager et dévaster les régions autour de Laon, d'Amiens à Reims.
Enguerrand de Boves, son père, en est fort mécontent et fait le siège de la forteresse avec :
- Ebles II de Roucy, fils d'Hildouin ;
- André de Roucy, seigneur de Ramerupt, son frère ;
- Hugues dit le Blanc, seigneur de Laferté ;
- Robert de Péronne, seigneur de Crespy.

Thomas de Marle, averti, s'échappe, part rejoindre Louis, fils du roi Philippe Ier, dont il obtient du secours, et fait lever le siège. Mais Thomas perd la forteresse de Montaigu après la dissolution de son mariage avec l'héritière de Montaigu.

### La commune d'Amiens
En 1113, les habitants d'Amiens obtiennent du roi Louis VI la permission de s'établir en commune. Avec le soutien de leur évêque, Geoffroy, et du vidame Guermond, ils demandent à Thomas de Marle de les soutenir dans leurs œuvres contre Adam, le châtelain qui tient la Tour du Castillon pour Enguerrand, le comte d'Amiens, père de Thomas. Mais Thomas se réconcilie avec ce dernier et combat à ses côtés contre les habitants d'Amiens. Thomas s'empare des terres et villages avoisinants, commet désordres et cruautés. Sibylle de Château-Porcien, sa belle-mère qui le tient en inimitié, le trahit en avertissant Gormond de Picquigny de ses agissements. Guermond lui tend une embuscade et le blesse grièvement d'un coup de lance dans le jarret. Thomas se réfugie en son château de Marle. Gormond de Picquigny en profite pour attaquer le château où Adam commandait : il obtient le soutien du roi Louis VI qui lui envoie du renfort et entre dans Amiens le 11 avril 1115.

### La défaite de Thomas de Marle

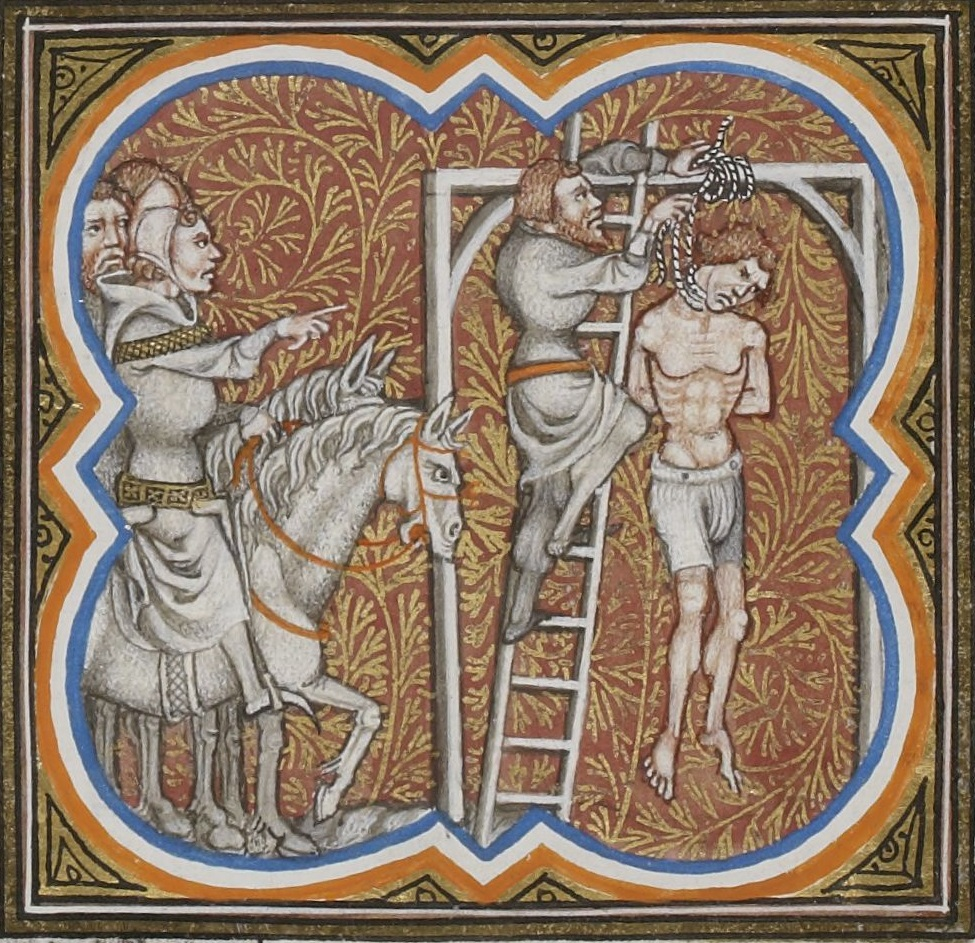
Pendaison des partisans de Thomas de Marle, conséquemment à leur révolte contre le roi. Enluminure des Grandes Chroniques de France de, vers 1370-1379. BnF, département des manuscrits, ms. Français 2813,.

Revenu à Marle pour se soigner, Thomas cherche à se venger et fait exécuter Gautier, archidiacre de Laon, demi-frère de Sibylle de Château-Porcien, qui a soutenu le mariage adultérin de sa sœur avec Enguerrand et qui est un des principaux instigateurs de la révolte des Amiénois. Le clergé décide alors de l'excommunier lors d'un synode tenu à Beauvais le 6 décembre 1114.
Comme Thomas continue ses méfaits, le roi est contraint de l'attaquer : il lui enlève les châteaux de Crécy et de Nouvion (-le-Comte, -l'Abbesse ?), et ruine les forts érigés sur les terres appartenant à l'abbaye Saint-Jean de Laon. Le roi assiège ensuite la tour de Castillon (Catillon, Châtillon ?) et la rase après deux ans de siège.
Thomas fait la paix avec le roi contre une grande somme de deniers et la promesse de réparer tous les dommages causés à l’Église.

### La perte du comté d'Amiens
Après la mort d'Enguerrand de Boves en 1116, le roi Louis VI le Gros confie en 1117 le comté d'Amiens à Adèle de Vermandois, fille d'Herbert IV et d'Adèle (Alix) de Crépy, elle-même fille de Raoul, comte d'Amiens, Valois et Vexin. Adèle de Vermandois le donne aussitôt en dot à sa fille née d'un second mariage avec Renaud II de Clermont, Marguerite de Clermont, mariée à Charles Ier de Flandre qui prend donc le titre de comte d'Amiens.
Pour se venger du fait que le roi a donné le comté d'Amiens - qui devait lui revenir de droit à la suite de la mort de son père Enguerrand - Thomas s'allie à Baudouin, comte de Hainaut et Hugues, comte de Saint-Pol. En 1130, il tue Henri de Vermandois, seigneur de Chaumont-en-Vexin, fils d'Adèle de Vermandois et frère du comte Raoul Ier de Vermandois dit le Vaillant.

### La mort du sire de Coucy
En octobre 1130, Thomas est grièvement blessé par ledit comte Raoul de Vermandois lors du siège de Coucy ordonné par le roi Louis VI qui veut en finir avec les exactions de son vassal. Thomas de Marle meurt le 9 novembre 1130. Raoul de Vermandois venge ainsi la mort de son frère Henri. Thomas est inhumé sous la tour de l'église abbatiale de l'abbaye de Nogent-sous-Coucy et son corps y reste jusqu'au 3 avril 1219, date où il est transféré dans la nouvelle église que son petit-fils Enguerrand III a fait construire.
Le chroniqueur de l'époque, Guibert de Nogent, abbé de l'abbaye bénédictine de Nogent-sous-Coucy, dit de lui qu'il fut le plus grand coquin connu de son époque.

## Articles Connexes
- Liste des seigneurs de Coucy
- Coucy
- Château de Coucy
- Maison de Coucy
- Histoire d'Amiens
- Histoire de la Picardie